# Aeropuerto de Rørvik-Ryum
El Aeropuerto de Rørvik-Ryum (en noruego: Rørvik lufthavn, Ryum) (IATA: RVK, OACI: ENRM) es un aeropuerto regional situado en Ryumsjøen, 6 km al sur de Rørvik, en la provincia de Nord-Trøndelag, Noruega. Pertenece a la empresa estatal Avinor y presta servicio a los municipios de Nærøy y Vikna. Se inauguró en 1986 como aeropuerto municipal, y fue nacionalizado en 1996.

## Aeropuertos y destinos
| Aerolíneas | Destinos                                                         |
| ---------- | ---------------------------------------------------------------- |
| Widerøe    | Bodø, Brønnøysund, Mo i Rana, Oslo-Gardermoen, Namsos, Trondheim |

## Accidentes e incidentes
El 2 de septiembre de 2001, una avioneta Cessna se salió de la pista y acabó en el mar tras un aterrizaje de emergencia causado por una pérdida de potencia tras el despegue. Dos pasajeros salieron ilesos y uno resultó herido leve.